# Geumdangdo
Geumdangdo är en ö i Sydkorea.   Den ligger i provinsen Södra Jeolla, i den södra delen av landet, 300 km söder om huvudstaden Seoul. Arean är 13,9 kvadratkilometer.
Terrängen på Geumdangdo är platt. Öns högsta punkt är 192 meter över havet. Den sträcker sig 6,5 kilometer i nord-sydlig riktning, och 4,8 kilometer i öst-västlig riktning.